# Rio Bikin
O rio Bikin (em russo:  Бики́н)  é um rio do extremo oriente russo, afluente do rio Ussuri pela sua margem direita. Nasce na cordilheira Sijote-Alín e a cidade principal no seu percurso é Bikin, no krai de Khabarovsk.